# Gilching
Gilching è un comune tedesco di 18 159 abitanti, situato nel land della Baviera.

## Amministrazione

### Gemellaggi
Cecina, dal 1989